# Cortinarius cephalixus
Cortinarius cephalixus är en svampart som beskrevs av Secr. ex Fr. 1838. Cortinarius cephalixus ingår i släktet Cortinarius och familjen spindlingar.   Inga underarter finns listade i Catalogue of Life.